# Godwin’s law

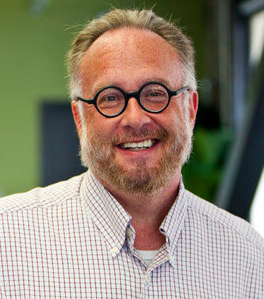
Mike Godwin (2010)

Godwin’s Law (englisch für ‚Godwins Gesetz‘) ist ein Begriff aus der Internetkultur, der von dem Rechtsanwalt und Sachbuchautor Mike Godwin 1990 geprägt wurde. Es besagt, dass sich im Verlaufe längerer Diskussionen, beispielsweise in Usenet-Newsgroups, mit zunehmender Dauer die Wahrscheinlichkeit, dass jemand einen Nazi-Vergleich einbringt, dem Wert Eins annähert. Ähnlich wie Murphys Gesetz enthält es eine ironische oder auch sarkastische Dimension.

## Grundlegendes
Auf Englisch lautet die Regel:

“As an online discussion grows longer, the probability of a comparison involving Nazis or Hitler approaches one.”

„Mit zunehmender Länge einer Online-Diskussion nähert sich die Wahrscheinlichkeit für einen Vergleich mit den Nazis oder Hitler dem Wert Eins an.“

Wie fast alle „Usenet-Gesetze“ ist auch Godwin’s Law kein naturwissenschaftliches Gesetz. Mike Godwin zielte auf die ironische Verspottung unangemessener Vergleiche. Ein Beispiel dafür fand sich am 12. August 2019 in seinem Twitter-Account.
Daher handelt es sich bei Godwin’s Law um ein rhetorisches Mittel, das man in Diskussionen einsetzen kann, um auf die Unangemessenheit von Hitler- oder Nazi-Vergleichen hinzuweisen.
Als informelle Maßeinheit ist in Frankreich mindestens seit 2005 der Point Godwin „Godwinpunkt“ nachzuweisen, ein Wortspiel, da französisch point sowohl „Punkt“ als auch „Argument“ bezeichnen kann. Points Godwin werden typischerweise mit einer Perforation zum Ausschneiden vom Bildschirm angeboten oder überreicht.
```
« Bravo, vous avez gagné 1 point Godwin. Vous pouvez aller le découper au burin
sur votre écran… »

 ____   ____   ____   ____   ____   ____   ____
/  __) (____) (____) (____) (____) (____) (__  \
|_|                                          |_|
 _      _                    _       _        _
| |    / |       _ __   ___ (_)_ __ | |_     | |
| |    | |      | '_ \ / _ \| | '_ \| __|    | |
|_|    | |      | |_) | (_) | | | | | |_     |_|
 _     |_|      | .__/ \___/|_|_| |_|\__|     _
| |             |_|                          | |
| |                                          | |
|_|     ____           _          _          |_|
 _     / ___| ___   __| |_      _(_)_ __      _
| |   | |  _ / _ \ / _` \ \ /\ / / | '_ \    | |
| |   | |_| | (_) | (_| |\ V  V /| | | | |   | |
|_|    \____|\___/ \__,_| \_/\_/ |_|_| |_|   |_|
 _                                            _
| |__   ____   ____   ____   ____   ____   __| |
\____) (____) (____) (____) (____) (____) (____/
```

Französischer point Godwin mit Bildschirmperforation

## Ursprung und Interpretation
Godwin entwickelte das Gesetz, nachdem er als Jurastudent viele Diskussionen in frühen Formen des Internets verfolgt hatte. Häufige Nazivergleiche störten ihn dort.
Als das vermeintliche Gesetz in den frühen 1990ern bekannt wurde, war Godwin juristischer Berater der Electronic Frontier Foundation. Weil Godwin den im Usenet weitverbreiteten Diskussionsstil, seine Diskussionsgegner mit Nazivergleichen zu diskreditieren, unlogisch und anstößig fand, richtete er das Gesetz als ein Gegen-Mem ein. Sein Ziel war es nicht, Diskussionen zu beenden, sondern Diskussionsteilnehmer dafür zu sensibilisieren, ob ein Vergleich mit den Nationalsozialisten oder Hitler angemessen oder bloß eine rhetorische Übertreibung ist.
Richard Sexton behauptet, dass das Gesetz eine Formalisierung seines Postings vom 16. Oktober 1989 sei:

“You can tell when a USENET discussion is getting old when one of the participents [sic!] drags out Hitler and the Nazis.”

„Eine alternde Usenet-Diskussion erkennt man daran, dass einer der Teilnehmer Hitler und die Nazis auftischt.“

Teilweise wird diese Interpretation angewendet, ohne zu überprüfen, ob der Nazi-Vergleich im Kontext legitim sein könnte. Zudem wird oftmals der Autor des Vergleiches zum „Verlierer“ der Diskussion erklärt. Der Text von Godwin’s Law sagt jedoch weder aus, dass ein solcher Vergleich bedeute, dass die Diskussion vorbei sei, noch besagt er, dass der Verlierer gefunden sei.
Zu unterscheiden ist Godwin’s Law von dem in der Philosophie verwendeten Begriff Reductio ad Hitlerum, der für den unzulässigen Umkehrschluss steht, etwas zu verteufeln, nur weil Hitler oder andere Nationalsozialisten es gut fanden.

## Einschränkung
Ende 2023 schrieb Godwin einen Meinungsbeitrag in der Washington Post, in dem er einen Vergleich Donald Trumps mit Hitler für gerechtfertigt hielt. Menschen, die auf den Erhalt demokratischer Institutionen hoffen, sei ein Herausstellen der Ähnlichkeit notwendig, bevor das „Zwielicht der [US-]amerikanischen Demokratie“ betreten werde. Frühere mediale Vergleiche dieser Art waren von Kritikern wiederholt mit Verweis auf Godwin’s Law als disqualifizierend und unzulässig bewertet worden.